# Chantals Pyjama Party (televisieprogramma uit 2021)
Chantals Pyjama Party is een Nederlands televisieprogramma dat werd uitgezonden door RTL 4. De presentatie van het programma was in handen van Chantal Janzen, aan wie het programma de titel ontleent.
Janzen presenteerde in 2019 een gelijknamig televisieprogramma met een compleet ander format.

## Format

### Seizoen 1
In het programma ontvangt presentatrice Chantal Janzen een studio vol met onbekende mensen die alle gekleed zijn in hun pyjama. Vanuit deze studiogasten worden een aantal mensen verkozen die een spel moeten spelen. Winnen ze het spel mogen ze een van de vijf beschikbare slaapkamers kiezen in Janzen haar studiohuis om hiermee een plek in de finale proberen te bemachtigen.
Vaste onderdelen zijn:
Party Crasher: De ene kandidaat wordt geblinddoekt en de ander gaat in een donkere kamer op zoek naar aanwijzingen om erachter te komen van welk (bekend) persoon de slaapkamer is.
Party Plakkers: Dit spel wordt gespeeld door twee koppels die alle een klittenbandpak aan krijgen. Op een klittenband-bed worden verschillende poses geprojecteerd waarvan koppels er binnen twee minuten zoveel mogelijk na moeten doen door aan het klittenband-bed te plakken. 
Super Bowl: Van twee koppels hangt er elk een lid boven een bak met "vruchtenbowl". De andere leden krijgen vragen te horen en mogen om de beurt bieden hoeveel antwoorden degene die boven de "bowl" hangt kan geven. Degene met het hoogste bod moet vervolgens binnen 45 sec. het aantal geboden antwoorden geven.  Als dit lukt, gaat de tegenstander een niveau omlaag. Lukt het niet, dan gaat hij zelf een niveau naar beneden. Wie uiteindelijk drie keer naar beneden is gegaan, valt in de "vruchtenbowl" en heeft verloren. 
Als het spel door één stel gespeeld moet worden en dit verliest wordt de kamer random aan iemand uit het publiek toegewezen. Tijdens het eerste seizoen was er een extra kamer die tevens random aan iemand uit het publiek werd toegewezen.  
Als alle kamers verdeeld zijn valt er één van de koppels meteen af doordat het bed waarop zij liggen omhoog klapt. De winnaars in de vier overgebleven slaapkamers moeten om de beurt vragen beantwoorden; pas als de vraag goed is gaan ze door naar de volgende kamer. De kamer waarbij de tijd stopt valt af en dit gaat door tot er één kamer overblijft; deze gaat naar de finale. 
In de finale speelt het laatste duo voor een vakantie.  
Finale: Het duo moet in vliegtuigstoelen tien meerkeuzevragen beantwoorden, een van de twee moet op de knop drukken als diegene denkt dat de ander het antwoord weet. Met een goed antwoord stijgen ze op de prijzenladder, met een fout antwoord gaan ze weer een stap terug. De ene kandidaat speelt voor de duur van de vakantie, de tweede kandidaat speelt voor de bestemming. Dus hoe meer vragen goed beantwoord zijn, hoe langer de gewonnen vakantie wordt en hoe mooier de locatie. Bij dit spel krijgen alleen de kijkers te zien welke vragen goed en welke fout zijn beantwoord. 

### Seizoen 2
Tijdens het tweede seizoen zijn er geen vijf maar vier slaapkamers te verdelen aan de hand van diverse spelletjes. In tegenstelling tot het eerste seizoen bestaan de afleveringen niet enkel uit een wisseling van dezelfde spellen, maar worden elke aflevering nieuwe spellen geïntroduceerd. 
In dit seizoen wordt als een spel door één stel gespeeld moet worden en dit verliest aan de bingomolen gedraaid. Hierbij worden twee balletjes getrokken. De namen die hierop staan vormen dan het nieuwe stel dat dan de kamer krijgt. 
Wanneer alle kamers gevuld zijn, duelleren de duo's in dit seizoen tegen elkaar om de beurt in een spel in plaats van het beantwoorden van vragen. De winnaars van deze duels nemen het tegen elkaar op in de finale.
Finale: De winnende koppels staan ieder voor een tikkende bom. Janzen stelt ze vragen, die ze juist moeten beantwoorden. Bij een juist antwoord moet het andere koppel één van de gekleurde draden doorknippen die op hun bom bevestigd zitten. Bij een fout antwoord moet het koppel dat antwoord heeft gegeven zelf een draad op hun bom doorknippen. Wanneer beide koppels de vraag onbeantwoord laten, moeten beide duo's een draad op hun bom doorknippen, te beginnen bij het duo dat nog het minste draden heeft hoeven doorknippen. Van deze draden zijn twee willekeurige kleuren de bom fataal, bij elk koppel zijn dit twee andere kleuren. Wanneer beide draden die de bom doen ontploffen zijn doorgeknipt, "ontploft" hij. Op dat moment komt er een roze vloeistof met hoge snelheid uit de bom die het koppel en het in poncho's gehulde publiek besmeurt. Het andere duo heeft dan de aflevering gewonnen. 
Het winnende duo wint een verzorgde reis naar een verre bestemming, deze verandert elke aflevering.

## Seizoenen

### Overzicht
| Seizoen | Uitzenduren                | Aantal afleveringen | Start seizoen   | Start seizoen | Einde seizoen    | Einde seizoen | Gemiddelde kijkcijfers |
| Seizoen | Uitzenduren                | Aantal afleveringen | Datum           | Kijkcijfers   | Datum            | Kijkcijfers   | Gemiddelde kijkcijfers |
| ------- | -------------------------- | ------------------- | --------------- | ------------- | ---------------- | ------------- | ---------------------- |
| 1       | Zaterdag 20:00 – 21:30 uur | 8                   | 30 oktober 2021 | 1.091.000     | 18 december 2021 | 879.000       | 890.625                |
| 2       | Vrijdag 20:00 – 21:30 uur  | 8                   | 6 januari 2023  | 865.000       | 24 februari 2023 | 635.000       | 729.125                |

### Afleveringen

#### Seizoen 1
| Nr | Uitzenddatum     | Bekende gast            | Kijkcijfers |
| -- | ---------------- | ----------------------- | ----------- |
| 1  | 30 oktober 2021  | Ruben Nicolai           | 1.091.000   |
| 2  | 6 november 2021  | Francis van Broekhuizen | 903.000     |
| 3  | 13 november 2021 | Danny de Munk           | 704.000     |
| 4  | 20 november 2021 | Jandino Asporaat        | 1.003.000   |
| 5  | 27 november 2021 | Jim Bakkum              | 877.000     |
| 6  | 4 december 2021  | Nienke Plas             | 900.000     |
| 7  | 11 december 2021 | Eddie de Clown          | 768.000     |
| 8  | 18 december 2021 | n.v.t.                  | 879.000     |

#### Seizoen 2
| Nr | Uitzenddatum     | Kijkcijfers |
| -- | ---------------- | ----------- |
| 1  | 6 januari 2023   | 865.000     |
| 2  | 13 januari 2023  | 734.000     |
| 3  | 20 januari 2023  | 746.000     |
| 4  | 27 januari 2023  | 740.000     |
| 5  | 3 februari 2023  | 809.000     |
| 6  | 10 februari 2023 | 715.000     |
| 7  | 17 februari 2023 | 589.000     |
| 8  | 24 februari 2023 | 635.000     |

## Achtergrond
In september 2019 zond RTL eerder een gelijknamig televisieprogramma uit dat eveneens door Chantal Janzen gepresenteerd werd alleen met een compleet ander format.
In mei 2021 maakte RTL bekend dat het programma Chantals Pyjama Party zou terugkeren op televisie, maar met grote wijzigingen. Zo werd er door Janzen een nieuw format voor het programma bedacht en werd het programma verschoven van de donderdagavond naar de zaterdagavond. Hierbij werd tevens de programmaduur met een half uur verlengd. De tune van het programma gedurende het eerste seizoen is I Gotta Feeling van de The Black Eyed Peas.
De eerste aflevering werd uitgezonden op zaterdag 30 oktober 2021 en werd positief door de kijkers ontvangen. Deze eerste aflevering werd bekeken door 1.091.000 kijkers en was daarmee het zesde best bekeken programma van de dag. In januari 2023 keerde het programma terug voor een nieuw seizoen met deels aangepast format, ditmaal werd het programma uitgezonden op de vrijdagavond. Dit seizoen werd veel minder goed bekeken dan het eerste seizoen met als gevolg dat het programma na twee seizoenen werd stopgezet.

## Trivia
- Janzen heeft een gelijknamige concertreeks die voor het eerst in 2019 plaats vond.[8]